# Escut de Toralla i Serradell

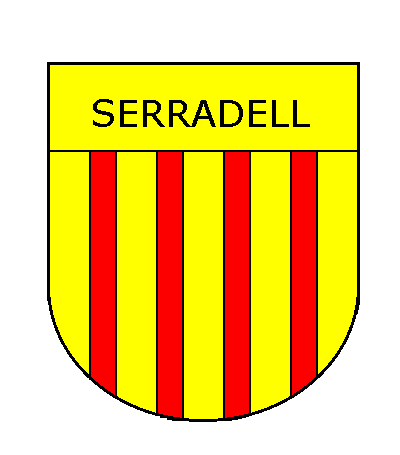
Escut antic de Toralla i Serradell

L'escut municipal de Toralla i Serradell al Pallars Jussà perdé vigència administrativa el 1969 en ser agrupats els antics termes d'Aramunt, Claverol, Hortoneda de la Conca i Toralla i Serradell en el municipi de nova creació anomenat en aquell moment com la comarca, Pallars Jussà, que hagué de canviar de nom el 1994 en implantar-se (de nou) la divisió comarcal. En aquell moment, el terme municipal passà a dir-se oficialment Conca de Dalt, tot i que el nom del seu cap, el Pont de Claverol, també ha estat declarat oficial.
El municipi de Toralla i Serradell s'havia anomenat de primer simplement Serradell, i en el moment de canviar de capitalitat i de nom de municipi, es mantingué l'escut primitiu: d'aquí la llegenda que s'hi llegeix.
Aquest nou municipi encara no tenia -el mes de maig del 2009- cap emblema oficial, tot i que n'utilitza un, encara no reconegut oficialment.

## Descripció heràldica
D'or, quatre pals vermells; en cap, el nom del poble, en aquest cas, Serradell.